# Càntir Askos de doble broc
El Càntir "Askos" de doble broc és un càntir originari de la zona de Dàunia, dins la regió històrica i geogràfica d'Apulia, coincidint amb l'actual província de Foggia, al sud-est d'Itàlia. Està datat entorn el s.III aC i té clares influències culturals gregues. Cal recordar que bona part del Sud d'Itàlia va formar part de la Magna Grècia, territoris on els grecs hi van instal·lar colònies i on, per tant, la seva influència sobre la cultura autòctona va ser notable.
Al Museu del Càntir d'Argentona se'n conserva un exemplar, amb el número de registre MCA_1726, adquirit l'any 1989. És un càntir amb cos globular amb dos brocs verticals quasi cilíndrics, ambdós del mateix gruix i alçada i llavi apaïsat. El broc d'emplenat té un filtre ("rall") interior a l'alçada de la seva base, mentre que el broc d'abocar té un rall amb cinc forats a la part de dalt. La nansa és arquejada, formada per dues tires de fang independents unides a la part superior i arrenca de les bases dels dos brocs.
Presenta decoració feta a pinzell amb òxids de manganès (color morat) i de ferro (color vermell). La decoració està feta amb motius diversos en disposició horitzontal en paral·lel. A la botxa del càntir, de baix a dalt hi trobem, en ambdues cares del càntir, un dofí, per damunt seu dues línies en paral·lel, dues línies entrellaçades, una línia vermella tancada entre dues de morat "s", dues línies paral·leles i onades. Els dos brocs tenen també motius decoratius: esses, ratlla vermella, ratlles entrellaçades, dues línies en paral·lel, ones i dues línies més, fins a arribar als llavis de la part superior.